# Estación García del Río
García del Río es una estación ferroviaria ubicada en el paraje rural del mismo nombre, en el partido de Tornquist, Provincia de Buenos Aires, Argentina.

## Servicios
Por sus vías corren trenes de carga de la empresa Ferroexpreso Pampeano.

## Ubicación
Se encuentra a 29 km al sur de Tornquist y a 627 kilómetros al suroeste de la estación Constitución.